# 微量营养素
微量营养素（英語：micronutrient）亦称微營養素，是指一类生物体需求相对较少，但对生物机体维持正常生理学功能有重要作用的营养物质，对人来说主要包含维生素和微量矿物质两大类，其中组成微量矿物质、且含量在生物体中低于0.01%的元素又称为“微量元素”。对微量营养素种类和需求量的要求随物种不同而有所不同，例如人体所需的微量元素种类就和植物需要的微量元素种类不同。
人体所需的微量营养素中，主要的维生素种类有维生素A、维生素B、维生素C、维生素D、维生素E、维生素K，而已确定人体应保证摄入的微量元素有碘（I）、铁（Fe）、锌（Zn）、硒（Se）、鈷（Co）、铬（Cr）、铜（Cu）、锰（Mn）、鍶（Sr），以及钼（Mo）:255-258。人体如果长期缺乏微量营养素会导致微量营养素缺乏病，如碘缺乏会造成克汀病和地方性甲状腺肿等碘缺乏病，铁缺乏会因为血红蛋白合成不足导致缺铁性贫血，摄入维生素不足会导致多种维生素缺乏症。另一方面，摄入过量的微量营养素也会使人体患病，比如摄入碘元素过多会导致甲亢:255-258。

## 维生素
维生素是一类人体无法生物合成，必须通过食物获取的有机物。人体对维生素的需求量较小，但维生素对人体正常生理机能的维持有重要的意义。维生素可以分为两大类，脂溶性维生素和水溶性维生素。水溶性维生素因富含亲水基团，在水中溶解度相对较高，包括维生素B和维生素C。脂溶性维生素的化学本质则大都是疏水的小分子，在水中溶解度低，但在脂类物质中溶解度较高。从食物中摄取脂溶性维生素时，为提高吸收效率，最能够搭配脂类食物食用。脂溶性维生素包括维生素A、维生素D、维生素E，以及维生素K:189-222。
如果摄入的维生素不足，会导致多种维生素缺乏症。另一方面，长期摄入过量的维生素也对人体健康有害。结构合理的膳食是使人能摄入足够但不过量维生素的最好保证:189-222。
人类发现的第一种维生素是维生素B1。在1911年，波兰生物化学家卡西米尔·冯克发现稻壳提取液能治疗鸽子的多发性神经炎。他将稻壳提取液中发挥治疗作用的物质称为“vitamine”，并在1912年通过学术刊物介绍了这一名称。选用这一名称是因为这一物质对生物生存至关重要，且可能是胺类（amine）物质。虽然有些维生素并不是胺类物质，但“vitamine”去掉字母e以后的名称“vitamin”还是一直沿用了下来。

### 脂溶性维生素
脂溶性维生素包括维生素A、维生素D、维生素E，以及维生素K，都是小分子的脂类物质。其中，维生素A在体内的活性物质多以视黄醇存在，也有少部分以视黄醛或视黄酸的形式存在。维生素对视觉维持有重要作用、对人体生长以及组织中的细胞分化也有调控作用。维生素A摄入不足先是会导致眼对绿色光的感觉变得迟钝，之后会转变为夜盲症，直到最后发展为乾眼症。此外，维生素A摄入不足也会影响免疫细胞的分化，使人免疫力降低。但另一方面，摄入过量的维生素A对人体有毒性。维生素A过量后，不与结合蛋白结合的过量游离维生素A会损害中枢神经系统和肝脏的功能，以及人体内钙的稳态。过量的维生素A也会导致皮肤因过度干燥而受到损伤:189-222。
维生素D与人体对钙元素的吸收密切相关。维生素D能促进人体内钙结合蛋白的合成，使人体对钙的吸收能力增强。在紫外线存在的情况下，人的皮肤能以胆固醇为起点合成维生素D。缺乏维生素D会导致佝偻病，过量的维生素D会导致血浆中含钙过高，导致血压升高等毒性作用:189-222。维生素E的化学本质是生育酚和生育三烯酚，能使人体性激素分泌增加，提高男性精子质量、降低女性流产概率。维生素E缺乏会导致神经系统出现问题，但维生素E缺乏较为罕见，一般情况下不会发生。维生素K与凝血蛋白合成有关，缺乏维生素K会造成凝血功能障碍。维生素K也和骨中钙结合蛋白的合成有关。但人体内维生素K能通过肠道微生物等途径合成，一般不会发生维生素K缺乏症。

### 水溶性维生素
水溶性维生素包括维生素B和维生素C，其中维生素B又分为维生素B1（硫胺）、维生素B2（核黄素）、烟酸（维生素B3）、泛酸（维生素B5）、维生素B6（吡哆素）、叶酸（维生素B9），以及维生素B12（钴胺素）。维生素B在人体内主要扮演辅酶的角色，对多个生理学过程至关重要。例如，细胞的增殖依赖叶酸和维生素B12这两种B族维生素。维生素B缺乏症（如脚气病）的影响往往是全身性的。缺乏维生素B1会导致脚气病；缺乏维生素B2会导致口角炎、脂溢性皮炎等疾病；缺乏烟酸会导致糙皮病；泛酸的缺乏会导致外周神经系统的疾病；缺乏维生素B12会导致恶性贫血；叶酸缺乏会导致巨母紅血球性貧血；孕期缺乏叶酸容易使新生儿出现神经管发育异常导致的出生缺陷，如脊柱裂。维生素B摄入过量也会导致肝肾功能受损、皮肤功能异常等副作用。补充维生素B1的较好途径是食用未经充分研磨的谷物。牛肝、乳制品，以及食用真菌等食物是维生素B2的良好来源。烟酸可以通过马铃薯、鸡胸肉，以及猪排等食物补充。牛肝、斑豆、牛油果，以及菠菜等食物中富含叶酸。维生素B12可以通过食用鸡的肝脏、沙朗牛排、沙丁鱼等食物补充。维生素B6缺乏症相对罕见:258-269。
维生素C的功能主要是维持结缔组织的正常形态和功能。胶原蛋白中脯氨酸的羟基化过程依赖维生素C作为辅酶。如果缺乏维生素C，会因胶原蛋白无法提供足够的分子间结合力而导致结缔组织（如牙龈）溃烂、伤口难以愈合，即坏血病。维生素C在人体内也能起到抗氧化和促进铁元素吸收的作用。高剂量的维生素C对普通感冒并无明显治疗效果，但可能可以减缓症状。此外，高剂量的维生素C可能会导致人体内铁元素、消化功能障碍等副作用。新鲜的水果和蔬菜中都富含维生素C，但维生素C很容易在加工烹调过程中流失:253-256。

## 微量元素
已确定人体应保证摄入的微量元素一共有九种，包括碘（I）、铁（Fe）、锌（Zn）、硒（Se）、氟（F）、铬（Cr）、铜（Cu）、锰（Mn），以及钼（Mo）:310。
甲状腺素化学本质是碘化的氨基酸，在合成中需要碘元素。碘摄入不足会导致促甲状腺激素代偿性增多，导致甲状腺肿（大脖子病）。生长发育期的碘缺乏会影响成年后的智力和身高（即克汀病）。碘摄入过量同样有害，会导致甲亢等疾病。海产品中一般富含碘元素。在食盐中加碘是预防碘缺乏症的良好公共卫生手段。
铁是血红蛋白中血红素的配位中心。铁摄入不足会导致缺铁性贫血。牛肝和牛排等食物中富含铁，是良好的补铁食物。传统铁锅也能适当补充铁元素。摄入过量的铁会导致铁与体内的过氧化物发生反应，生成对体内DNA、蛋白质等生物大分子有破坏作用自由基:310-316。
锌在人体内组成了多种酶的辅因子，使这些酶能行使正常的功能。高蛋白食物如鱼类、禽类、畜类食物，一般含有较多的锌元素。生长发育阶段摄入锌不足会导致生长迟滞、性成熟延迟。成年人缺锌会导致免疫力低下等症状。摄入锌过量会导致呕吐、腹泻、头痛、疲惫等副作用。高浓度的锌也会影响人体消化道对铁的吸收:317-318;323。
氟元素能取代牙齿和骨中羟基磷酸钙的羟基，使其氟化，帮助骨和牙齿中的钙盐结晶沉淀。氟能有效预防龋齿的发生，氟缺乏最常见的症状就是龋齿的发生率提高。缺乏氟的地区（如美国中部地区）可能会通过在饮用水中加氟预防氟缺乏症。但摄入过量的氟会导致氟中毒，牙齿上形成黄色的氟斑是轻度氟中毒的症状之一。更严重的氟中毒会表现为氟骨症，关节和骨持续疼痛，甚至可能导致瘫痪:310-316。
硒元素缺乏与心脏病的发生有关。摄入硒不足也会使癌症的发生率上升。另外，硒元素缺乏也会导致肌肉无力、疼痛。摄入过量的硒会导致头疼、恶心、关节痛，直至骨、神经系统，或肝脏受损。
铬元素参与了脂类和糖类的代谢，铬缺乏会导致葡萄糖代谢异常，摄入过量的铬可能会使皮肤出现皮疹。
铜元素在人体内参与了血红蛋白和胶原蛋白的合成。摄入过量的铜会导致呕吐、腹泻，以及肝功能受损:319-323。
锰元素与人的发育、代谢，以及抗氧化系统有密切联系，锰缺乏的情况相对罕见。摄入过量的锰会造成神经退行性的病变。
钼组成了部分酶的辅因子，缺乏钼会使人体内亚硫酸盐氧化酶功能低下，造成人容易因食物中的亚硫酸盐中毒。

## 植物所需的微量营养素
植物的正常生长，需要一些微量营养素（微量元素）的维持。植物对这些元素的需求量并不大，但它们却在植物体中发挥着重要的生物学功能。目前已确定植物生存必需的微量元素一共有八种：铁（Fe）、硼（B）、氯（Cl）、锰（Mn）、锌（Zn）、铜（Cu）、钼（Mo），以及镍（Ni）。一般情况下，植物可以从土壤的矿物质吸收这些微量元素的粒子或从分解的有机物中取得这些微量元素。